# Arena Seongnam
Arena Seongnam - przeznaczona do koszykówki hala sportowa znajdująca się w mieście Seongnam, w Korei Południowej. W tej hali swoje mecze rozgrywa drużyna Seongnam BC. Hala została oddana do użytku w roku 1989, może pomieścić 5 700 widzów.